# Sofia Kongoulī
Sofia Kongoulī (in greco Σοφία Κόγγουλη?; Larissa, 26 luglio 1991) è una calciatrice greca, attaccante dell'AEK Atene e della nazionale greca.

## Carriera

### Club
Sofia Kongoulī si appassiona al calcio fin da giovanissima, iniziando a giocare nel Centaurus Larissa (Κένταυρο Λάρισας) dall'età di 10 anni per trasferirsi, dal 2006, alla squadra femminile dell'Elpides Karditsas, formazione con sede a Karditsa, con la quale si laurea per tre volte di seguito, nelle stagioni dalla 2011-2012 alla 2013-2014, vicempionessa di Grecia e consegue per sette volte consecutive, dalla stagione 2009-2010 a quella 2015-2016, il titolo di capocannoniere dell'Αlpha Ethniki, livello di vertice del campionato greco.
Nell'estate 2016 decide di lasciare la Grecia per sottoscrivere un contratto con l'AGSM Verona, formazione italiana di Verona, per giocare in Serie A, il massimo livello del campionato italiano, per la stagione entrante. Tuttavia, prima dell'inizio del campionato, Kongoulī è vittima di un infortunio che la costringe a disertare il terreno di gioco per tutta la prima parte della stagione. Le speranze dell'atleta e della società nella lunga terapia alla quale si sottopone non trovano esito costringendola a sottoporsi a un'operazione per un'ernia inguinale il 25 gennaio 2017 con ripresa dell'attività prevista in due mesi.
Il tecnico Renato Longega la impiega per la prima volta il 18 marzo 2017, alla 17ª giornata di campionato, facendo il suo debutto nel campionato italiano sostituendo Martina Piemonte all'84' della partita con cui le veronesi superano il Chieti per 4-2. Condivide il percorso della squadra che al termine del campionato si classifica al terzo posto dietro Fiorentina e Brescia.
Kongoulī rimane alla società veronese anche per la stagione 2017-2018, stagione che si rivelerà impegnativa per la squadra relegata sempre nella parte bassa della classifica costretta a lottare per distanziarsi dalla zona che la costringerebbe, secondo i nuovi regolamenti, a giocarsi in un minitorneo di play-out il posto in Serie A anche per il campionato successivo. Condivide il percorso della sua squadra che la vede fermarsi ai quarti di finale in Coppa Italia, a favore del  che la supererà solo ai tiri di rigore dopo che ai tempi regolamentari l'incontro si fermò sull'1-1. In quell'occasione Kongoulī è tra le rigoriste designate e l'ultima a battere, sbagliandolo, dagli 11 metri. Al termine del campionato, concluso al settimo posto conquistando la salvezza con due giornate d'anticipo, si rivela la maggiore marcatrice della squadra, con 6 reti all'attivo, alle quali si aggiungono le 5 in Coppa che la consacrano anche capocannoniere assoluta dell'AGSM Verona per stagione.
Durante il calciomercato estivo 2018 il sito ufficiale della Fiorentina annuncia il suo trasferimento in maglia viola per la stagione entrante.
Dopo aver vinto in viola la Supercoppa Italiana 2018, nell'estate 2019 cambia squadra, trasferendosi in un'altra formazione della Serie A italiana, il Tavagnacco.
Lascia l'Italia dopo quattro stagioni nell'estate 2020, per trasferirsi in Ungheria, al Diósgyőr.
A gennaio 2021, dopo sola mezza stagione, fa ritorno in Italia, di nuovo al Tavagnacco, stavolta in Serie B.

### Nazionale
Convocata dalla Federazione calcistica della Grecia per vestire la maglia della formazione under 19, Kongoulī fa il suo debutto in un incontro ufficiale UEFA il 19 settembre 2009, in occasione del primo turno di qualificazione al campionato europeo di Macedonia 2010, dove la Russia le supera per 5-1.
Di in anno più tardi è la convocazione nella nazionale maggiore dove debutta il 24 ottobre 2010 nell'incontro vinto per 3-0 sulle avversarie della Georgia nell'ambito della qualificazioni al Mondiale di Germania 2011. In quell'occasione la Grecia, inserita nel gruppo 3, si classifica terza nel girone fallendo la qualificazione alla fase finale. Negli anni seguenti Kongoulī diventa una presenza fissa in squadra, inserita in rosa sia per le qualificazioni agli europei di Svezia 2013 e Paesi Bassi 2017 che ai mondiali di Canada 2015, dove realizza la sua prima rete nella nazionale maggiore, l'unica segnata dalla Grecia nell'incontro del 26 ottobre 2013 perso 7-1 con il Belgio, e Francia 2019, fallendo sempre la qualificazione alla fase finale.

## Palmarès

### Club
- Campionato greco: 1

AEK Atene: 2024-2025
- Coppa di Grecia femminile: 1

AEK Atene: 2025
- Supercoppa italiana: 1

Fiorentina: 2018

### Individuale
- Capocannoniere del campionato greco: 7

Elpides Karditsas: 2009-2010 (28 reti), 2010-2011 (29 reti), 2011-2012 (23 reti), 2012-2013 (24 reti), 2013-2014 (26 reti), 2014-2015 (28 reti), 2015-2016 (25 reti)